# Dinalupihan
Dinalupihan es un municipio filipino de primera clase, perteneciente a la provincia de Bataan, en la isla de Luzón.

## Toponimia
El municipio puede aparecer referido con las grafías «Dinalupihan», «San Juan de Dinalupihan» y «Dinalupijan».

## Historia
Hacia mediados del siglo XIX, el lugar tenía contabilizada una población de 1361 habitantes, repartidos en 226 casas. Aparece descrito en el segundo volumen del Diccionario geográfico, estadístico, histórico de las Islas Filipinas (1851) de Manuel Buzeta Núñez y Felipe Bravo con las siguientes palabras:

DINALUPIJAN (San Juan de): pueblo con cura y gobernadorcillo, en la isla de Luzon, prov. de Bataan (de cuya cab. Balanga dista 3 horas), dióc. del arzobispado de Manila (de cuya cap. dista como unas 11): se halla sit. en los 124° 9' long., 14° 51' 30" lat., en terreno llano, á la margen izq. del r., que frente á este pueblo toma su nombre: disfruta de buena ventilacion, y clima templado y sano, no padeciéndose de ordinario otras enfermedades, que algunos cólicos en los meses de junio, julio y agosto. Tiene como unas 226 casas, en general de sencilla construccion, distinguiéndose como mas notables la casa parroquial y la llamada tribunal ó de justicia, en la cual está la cárcel. Hay escuela de primeras letras muy frecuentada, dotada de los fondos de comunidad; é igl. parr. bajo la advocacion de San Juan Bautista, servida interinamente por un cura secula. No lejos de esta se halla el cementerio, que es bastante capaz y ventilado. Comunícase este pueblo con sus inemdiatos por medio de caminos regulares, pues un ramal principia en Hermosa, llega á Caongpavit, y de alli á Guagua, recibe de la cab. de la prov. Balanga, el correo semanal establecido en la isla, el cual llega á dicha pobl. los miércoles, y sale los martes. Los naturales de esta pobl. se proveen de agua para todos sus usos, de las del rio arriba nombrado, que son de buena calidad. Confina el term. por N. con el monte Taguan o Vigaa; por S. con Llana-hermosa ó Hermosa (á cosa de 1 leg.); por E. con varios afluentes del r. de Orani, y con este mismo; y por O. con los montes, que forman el limite divisorio entre esta prov. y la de Zambales. El terreno es fértil y de buena calidad, cosechándose en él en la parte reducida á cultivo arroz, añil, azucar, maiz y varias legumbres y frutas. En sus montes se crian varias clases de maderas de construccion y ebanistería, y caza mayor y menor de venados, javalíes, y una gran variedad de aves, hallándose en los troncos de los árboles y en todos los sitios abrigados cera y miel, que depositan las abejas sin ningun cuidado del hombre. ind.: la agrícola y el beneficio de sus prod. naturales. pobl. 1,361 alm., 260 trib., que ascienden á 2,600 rs. plata, equivalentes á 6,500 rs. vn.
(Buzeta y Bravo, 1851, pp. 18-19)

En 2020, tenía censados 118 209 habitantes.